# Organization Hierarchy

Organisationsstruktur mit expliziter Hierarchie

Organisationsstruktur mit dem „Organization Hierarchy“-Muster

Eine Organization Hierarchy (Organisationshierarchie) ist ein Analysemuster in der Softwareentwicklung und dient dazu eine hierarchische Primärorganisation eines Unternehmens bzw. einer Organisation abzubilden.
Im einfachsten Fall kann eine derartige Hierarchie aus mehreren expliziten Objekten bestehen, welche die jeweiligen Organisationsarten darstellen. Falls die Organisation umstrukturiert wird oder mehrere Organisationsformen aufweist, ist dieses Modell jedoch unflexibel.
Organization Hierarchy führt deshalb ein abstraktes Organisations-Objekt ein, von dem die jeweiligen Abteilungsarten abgeleitet werden. Einschränkungen (englisch: constraints) in der Geschäftslogik der jeweiligen Klassen stellen sicher, dass die Hierarchie korrekt aufgebaut ist. Auf diese Weise lassen sich auch verschiedene Hierarchie-Arten – etwa wenn ein Subunternehmen eine andere Hierarchie besitzt – innerhalb derselben Organisation abbilden, wenn die Geschäftslogik angepasst wird.